# Irene av Braunschweig
Irene av Braunschweig, född 1293, död 16 eller 17 augusti 1324, var en bysantinsk kejsarinna, gift med Andronikos III. Hennes ursprungliga namn var Adelheid, men hon antog namnet Irene då hon konverterade till den ortodoxa kyrkan vid vigseln.
Hon var dotter till Henrik I av Braunschweig-Lüneburg och Agnes av Meissen. 
I mars 1318 gifte hon sig med prins Andronicus Palaeologus. Han var vid denna tid tronarvinge liksom medkejsare till sin farfar, Andronikus II Palaiologos. I samband med giftermålet övergick Adelheid av Braunschweig till den ortodoxa kyrkan och antog namnet Irene, ett namn som av tradition var vanligt för bysantinska kejsarinnor. Paret fick ett barn, en son (juni 1320 - februari 1322). Hon var först en av två kejsarinnor tillsammans med sin svärmor, men blev 1320 den enda kejsarinnan. 
Hennes svärfar avled 1320 och ett inbördeskrig utbröt mellan hennes make och hans farfar. Hon dog under inbördeskriget mellan hennes svärfarfar Andronicus II och make Andronicus III.  